# Saint-Rome
 Saint-Rome  là một xã ở tỉnh Haute-Garonne vùng Occitanie tây nam nước Pháp. Xã Saint-Rome nằm ở khu vực có độ cao 170 mét trên mực nước biển.